# جوزيف س. بورتر
جوزيف س. بورتر (بالإنجليزية: Joseph C. Porter)‏ هو ضابط أمريكي، ولد في 12 سبتمبر 1819 في مقاطعة جيسامين في الولايات المتحدة، وتوفي في 18 فبراير 1863 في بيتسفيل في الولايات المتحدة.